# Expérience des 58 lycées
L'expérience des 58 lycées est une opération pilote menée entre 1972 et 1980 par le ministère de l'Éducation nationale dans 58 lycées en France, afin d'initier à l'informatique les élèves et les enseignants intéressés.
Dans l'histoire de l'enseignement de l'informatique en France, il sera suivi en 1980 par le plan 10 000 micros puis en 1985 par le plan informatique pour tous.

## Contenu
L'expérience inclut l'utilisation de logiciels et l'apprentissage de la programmation en LSE, un langage pédagogique avec une syntaxe en français, développé par une équipe de Supélec,. Les enseignements sont donnés dans le cadre de clubs informatiques créés à cet effet dans les lycées, avec du matériel moderne pour l'époque : Mitra 15 de CII, et T1600 de Télémécanique, deux mini-ordinateurs de fabrication française.

Matériel utilisé dans les lycées (collection de l'ACONIT)
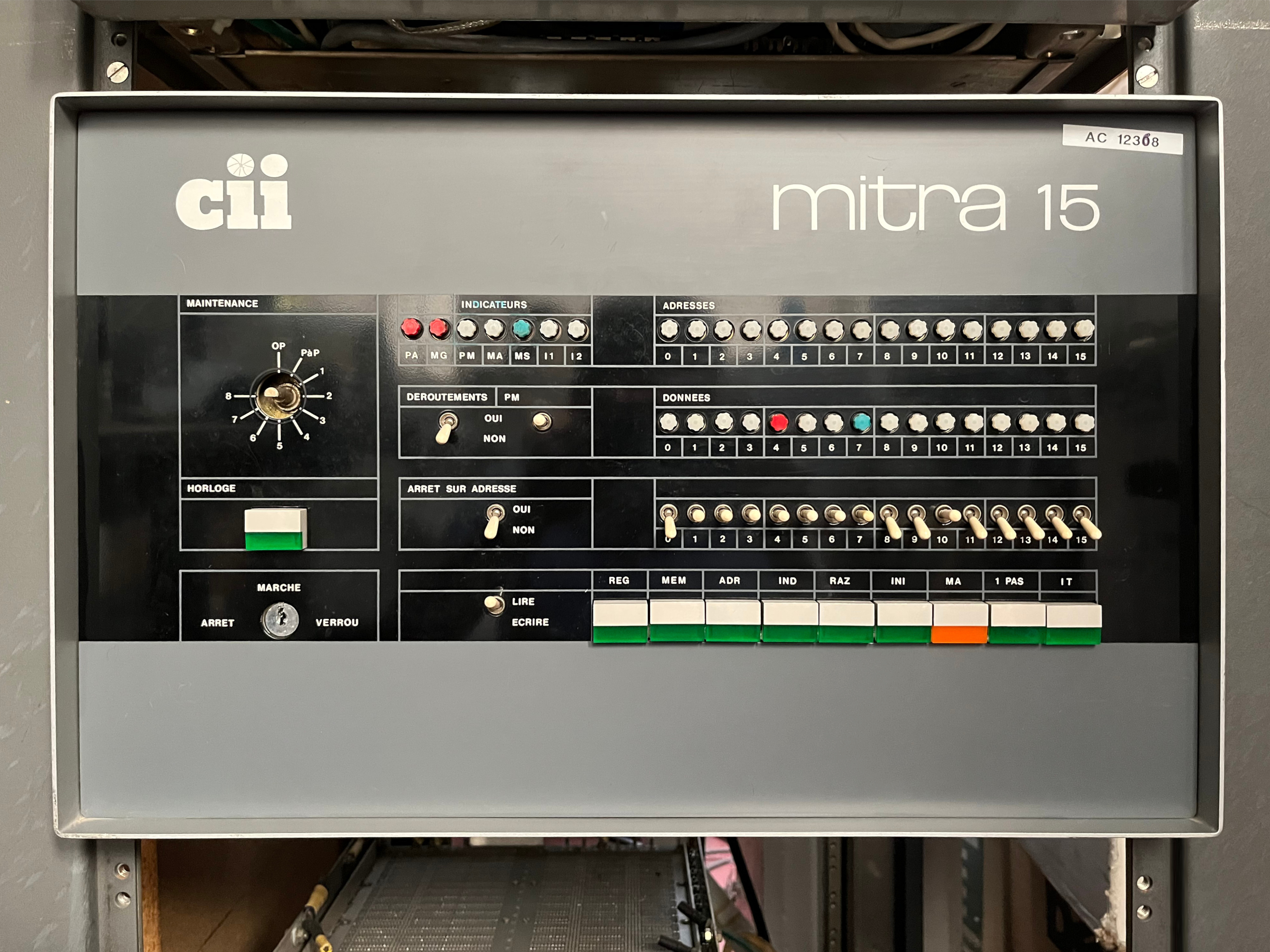
CII Mitra 15.
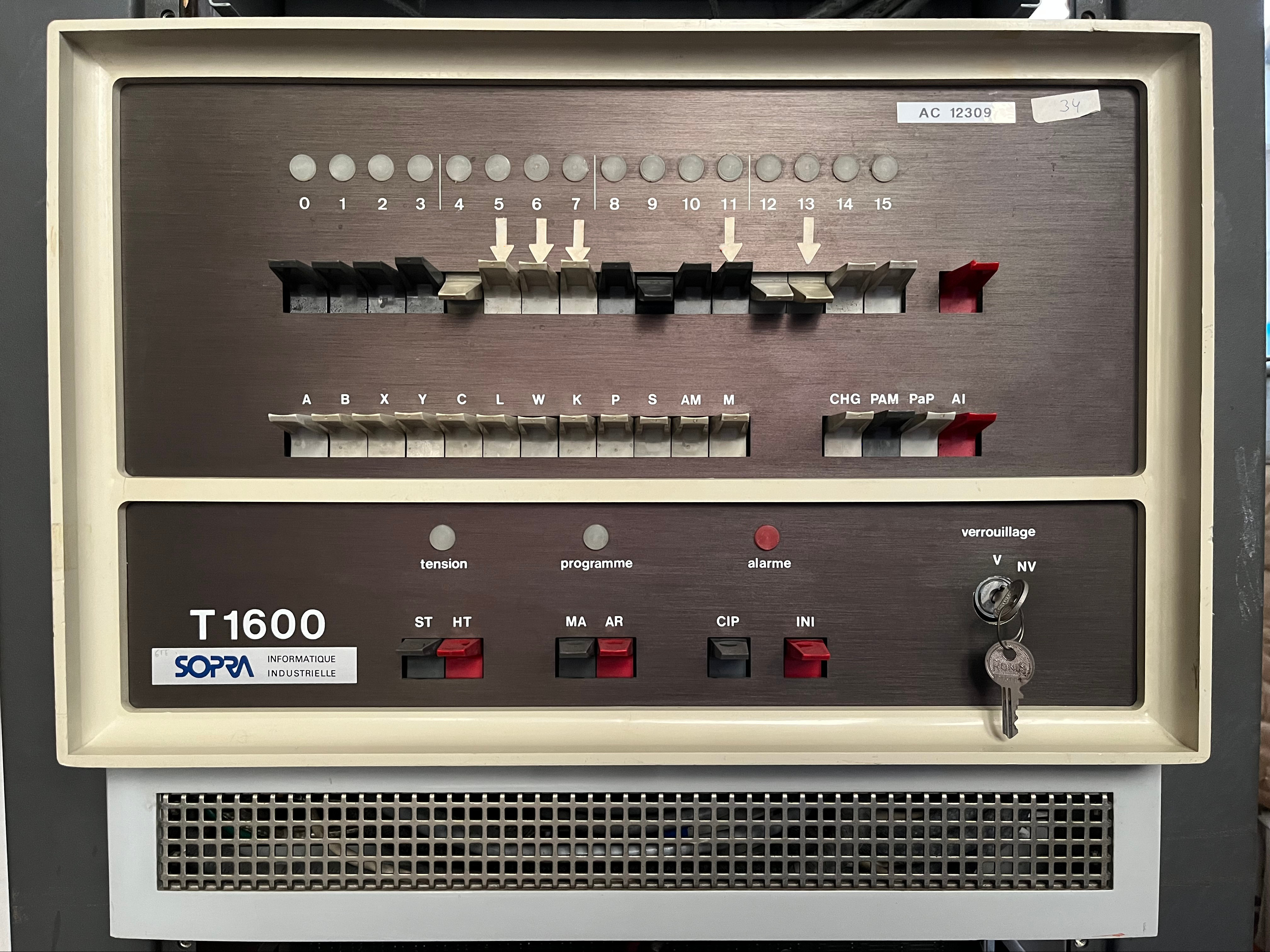
Télémécanique T1600.

## Liste des lycées
Les 58 lycées sont les suivants :
| Lycée                                        | Ville                 | Académie         | Année | Matériel |
| -------------------------------------------- | --------------------- | ---------------- | ----- | -------- |
| Lycée Vauvenargues                           | Aix-en-Provence       | Aix-Marseille    | 1974  | Mitra 15 |
| Lycée technique de l'Empéri                  | Salon-de-Provence     | Aix-Marseille    | 1973  | T1600    |
| Lycée polyvalent de Creil                    | Creil                 | Amiens           | 1973  | Mitra 15 |
| Lycée Pierre-d'Ailly                         | Compiègne             | Amiens           | 1975  | Mitra 15 |
| Lycée Condorcet                              | Belfort               | Besançon         | 1975  | Mitra 15 |
| Lycée Théodore-de-Banville                   | Moulins               | Clermont-Ferrand | 1975  | Mitra 15 |
| Lycée Guillaume-Apollinaire                  | Thiais                | Créteil          | 1973  | T1600    |
| Lycée nationalisé                            | Le Creusot            | Dijon            | 1974  | T1600    |
| Lycée des Eaux Claires                       | Grenoble              | Grenoble         | 1972  | T1600    |
| Lycée technique Jean-Bart                    | Grenoble              | Grenoble         | 1975  | T1600    |
| Lycée nationalisé Édouard-Herriot            | Voiron                | Grenoble         | 1973  | T1600    |
| Lycée Jean-Jacques-Rousseau                  | Thonon-les-Bains      | Grenoble         | 1974  | T1600    |
| Lycée Joffre                                 | Montpellier           | Montpellier      | 1974  | T1600    |
| Lycée Jacques-Callot                         | Vandœuvre-lès-Nancy   | Nancy-Metz       | 1972  | Mitra 15 |
| Lycée Frédéric-Chopin                        | Nancy                 | Nancy-Metz       | 1974  | T1600    |
| Cité scolaire mixte Ernest-Bichat            | Lunéville             | Nancy-Metz       | 1974  | Mitra 15 |
| Lycée Georges-de-La-Tour                     | Metz                  | Nancy-Metz       | 1973  | T1600    |
| Lycée d'État Charlemagne                     | Thionville            | Nancy-Metz       | 1974  | Mitra 15 |
| Lycée Jean-Zay                               | Jarny                 | Nancy-Metz       | 1975  | T1600    |
| Lycée technique Jean-Auguste-Margueritte     | Verdun                | Nancy-Metz       | 1975  | Mitra 15 |
| Lycée Dumont-d'Urville                       | Toulon                | Nice             | 1973  | T1600    |
| Lycée Albert-Calmette                        | Nice                  | Nice             | 1975  | Mitra 15 |
| Lycée nationalisé Rabelais                   | Chinon                | Orléans          | 1975  | Mitra 15 |
| Lycée Fénelon                                | Paris (6e)            | Paris            | 1974  | T1600    |
| Lycée Jacques-Decour                         | Paris (9e)            | Paris            | 1974  | Mitra 15 |
| Lycée Gabriel-Fauré                          | Paris (13e)           | Paris            | 1973  | T1600    |
| Lycée Victor-Duruy                           | Paris (7e)            | Paris            | 1975  | T1600    |
| Lycée Honoré-de-Balzac                       | Paris (17e)           | Paris            | 1975  | T1600    |
| Lycée Claude-Bernard                         | Paris (16e)           | Paris            | 1975  | Mitra 15 |
| Lycée Henri-Bergson                          | Paris (19e)           | Paris            | 1974  | Mitra 15 |
| Lycée technique Diderot                      | Paris (19e)           | Paris            | 1973  | T1600    |
| Lycée Maurice-Ravel                          | Paris (20e)           | Paris            | 1973  | T1600    |
| Lycée technique Bernard-Palissy              | Saintes               | Poitiers         | 1975  | Mitra 15 |
| Lycée Bréquigny                              | Rennes                | Rennes           | 1974  | T1600    |
| Lycée technique Eugène-Freyssinet            | Saint-Brieuc          | Rennes           | 1975  | T1600    |
| Lycée Saint-Marc                             | Brest                 | Rennes           | 1974  | Mitra 15 |
| Lycée Alain-Lesage                           | Vannes                | Rennes           | 1975  | T1600    |
| Lycée polyvalent de Cornouaille              | Quimper               | Rennes           | 1975  | Mitra 15 |
| Lycée des Fontenelles                        | Louviers              | Rouen            | 1975  | Mitra 15 |
| Lycée Fustel-de-Coulanges                    | Strasbourg            | Strasbourg       | 1974  | Mitra 15 |
| Lycée Raymond-Naves                          | Toulouse              | Toulouse         | 1972  | T1600    |
| Lycée Saint-Sernin                           | Toulouse              | Toulouse         | 1974  | T1600    |
| Lycée Rive Gauche                            | Toulouse              | Toulouse         | 1974  | Mitra 15 |
| Lycée technique                              | Muret                 | Toulouse         | 1973  | Mitra 15 |
| Lycée nationalisé de la Borde Basse          | Castres               | Toulouse         | 1974  | T1600    |
| Lycée Louis-Rascol                           | Albi                  | Toulouse         | 1975  | T1600    |
| Lycée Antoine-Bourdelle                      | Montauban             | Toulouse         | 1975  | T1600    |
| Lycée Gabriel-Fauré                          | Foix                  | Toulouse         | 1975  | T1600    |
| Lycée Hoche                                  | Versailles            | Versailles       | 1974  | T1600    |
| Lycée Pierre-Corneille                       | La Celle-Saint-Cloud  | Versailles       | 1972  | Mitra 15 |
| Lycée international de Saint-Germain-en-Laye | Saint-Germain-en-Laye | Versailles       | 1974  | T1600    |
| Lycée Parc de Vilgénis                       | Massy                 | Versailles       | 1974  | Mitra 15 |
| Lycée Jean-Baptiste-Corot                    | Savigny-sur-Orge      | Versailles       | 1974  | Mitra 15 |
| Lycée d'État Emmanuel-Mounier                | Châtenay-Malabry      | Versailles       | 1973  | Mitra 15 |
| Lycée de Garches                             | Garches               | Versailles       | 1974  | Mitra 15 |
| Lycée Richelieu                              | Rueil-Malmaison       | Versailles       | 1974  | T1600    |
| Lycée Jean-Pierre-Vernant                    | Sèvres                | Versailles       | 1974  | Mitra 15 |
| Lycée Louis-Bascan                           | Rambouillet           | Versailles       | 1975  | T1600    |